# Prozódie (lingvistika)
Prozódie v lingvistice popisuje zvukové vlastnosti jazyka, které se uplatňují na úrovni vyšší než jednotlivý foném (hláska, segment). Souhrnně se hovoří o tzv. suprasegmentálních jevech, kterými jsou přízvuk, tón, intonace (melodie), frázování, rytmus aj.